# Greg Foster
Gregory „Greg” Foster (ur. 4 sierpnia 1958 w Chicago, zm. 19 lutego 2023 w Maywood) – amerykański lekkoatleta, płotkarz, jeden z najbardziej utytułowanych zawodników w historii tej specjalności.
Wicemistrz olimpijski z Los Angeles (1984) w biegu na 110 metrów przez płotki. Trzykrotny mistrz świata w tej samej konkurencji (Helsinki 1983, Rzym 1987, Tokio 1991). Halowy mistrz świata w biegu na 60 m przez płotki z Sewilli (1991). Złoty medalista igrzysk dobrej woli (1986). W 1990 zdyskwalifikowany na kilka miesięcy za stosowanie niedozwolonych środków dopingowych.

## Rekordy życiowe
- bieg na 110 m przez płotki – 13,03 (1981)
- bieg na 50 m przez płotki – 6,35 (1985) były rekord świata, aktualny rekord USA, 2. wynik w historii światowej lekkoatletyki
- bieg na 60 m przez płotki – 7,36 (1987) były rekord świata, 4. wynik w historii światowej lekkoatletyki
- bieg na 200 m – 20,20 (1979)